# Nāḩiyat Şafşāfah
Nāḩiyat Şafşāfah (arabiska: ناحية الصفصافة, ناحية صفصافة) är ett subdistrikt i Syrien.   Det ligger i provinsen Tartus, i den västra delen av landet, 140 km norr om huvudstaden Damaskus.
Trakten runt Nāḩiyat Şafşāfah består till största delen av jordbruksmark. Runt Nāḩiyat Şafşāfah är det tätbefolkat, med 459 invånare per kvadratkilometer.